# Harichovce
Harichovce és un poble i municipi d'Eslovàquia. Es troba a la regió de Košice, a l'est del país.

## Història
La primera referència escrita de la vila data del 1268.

## Demografia
| Godina             | 1994 | 2004    | 2014   | 2024   |
| ------------------ | ---- | ------- | ------ | ------ |
| Nombre de persones | 1540 | 1723    | 1861   | 1891   |
| Diferència         |      | +11,88% | +8,00% | +1,61% |

| Godina             | 2023 | 2024   |
| ------------------ | ---- | ------ |
| Nombre de persones | 1858 | 1891   |
| Diferència         |      | +1,77% |